# ケネス・グラント
ケネス・グラント（Kenneth Grant、1924年5月23日 - 2011年1月15日）は、イングランドの儀式魔術師であり、セレマの宗教の著名な支持者である。詩人、小説家、著述家であり、妻のスティーヴィー・グラントとともに自身のセレマ団体、タイフォニアンOTO（テューポーン派OTO） - 後にタイフォニアン・オーダーに改名 - を創設した。
ロンドンのイルフォードに生まれ、10代の頃にオカルティズムとアジアの宗教に興味をもつようになった。第2次世界大戦のさなかにインドで英国陸軍に務めた数箇月ののち、グラントは英国に帰還し、1904年にセレマを創始した儀式魔術師アレイスター・クロウリーの個人秘書となった。クロウリーは自身のオカルト結社である東方聖堂騎士団 (OTO) への参入にグラントを導き、かれに秘教的実践を教授した。1947年にクロウリーが死去すると、グラントは英国におけるクロウリーの後継者であるかのように見なされ、OTOの米国首領であるカール・ゲルマーによってそのように任命された。1954年にはロンドンを拠点とするニュー・イシス・ロッジを設立し、クロウリーのセレマの教義の多くに加え、地球外のテーマとH・P・ラブクラフトの著作からの影響を取り入れた。これはゲルマーには受け入れがたく、ゲルマーは1955年にグラントをOTOから除名したが、グラントは頓着せず1962年まで自身のロッジを運営し続けた。
1949年、グラントはオカルト的芸術家オースティン・オスマン・スペアの友人となり、その後の年月において一連の刊行物を通じてスペアの芸術作品の知名度向上に寄与した。1950年代にはヒンドゥー教への関心も弥増し、ヒンドゥーのグル、ラマナ・マハルシの教えを研究して、その分野のさまざまな記事を発表した。かれは特にヒンドゥー・タントラに興味をもち、その思想をセレマ的な性魔術の実践に組み入れた。1969年にゲルマーが死去すると、グラントは自らOTOの外的首領 (OHO) であると宣言したが、OTOを指揮する米国のグラディ・マクマートリはグラントがこの肩書を名乗ることに反対した。グラントの結社はテューポーン派東方聖堂騎士団（タイフォニアンOTO）と呼ばれるようになり、かれのゴルダーズ・グリーンの家を本拠として活動した。1959年、グラントはオカルティズムを主題にした著作物を出版しはじめ、次いでテューポーン三部作を著したほか、多くの小説、詩集、そしてクロウリーとスペアの作品の普及に向けた出版物を刊行した。
グラントの著作と教義がケイオスマジック、セトの神殿、ドラゴン・ルージュ（赤竜団）といったオカルティズムの他の潮流に大きな影響を与えたことは明かである。また、西洋秘教研究においても、特にヘンリク・ボグダンとデイヴ・エヴァンズから学問的関心を寄せられている。

## 経歴
若くしてアレイスター・クロウリーの弟子となったケネス・グラントは、1947年に死去したクロウリーの跡を継いだカール・ゲルマーより、O.T.O.の初伝3位階の入門儀礼を行うロッジの設立認可を受け、1951年か1952年に実際に自身のO.T.O.ロッジの運営を始めた（その頃のイギリスでは、後に近代魔女宗の祖となるジェラルド・ガードナーもO.T.O.ロッジを運営する認可を得ていたが、実際にO.T.O.としての活動を行った形跡はない）。その後、グラントは「ヌー・イシス・ロッジ（ニュー・イシス・ロッジ）」という新たなロッジを設立し、これを承けてゲルマーは1955年にグラントのO.T.O.支部運営の認可を取り消した。

## 逸話
グラントは『人間、神話、魔術』というオカルト百科事典に寄稿した記事において、ジェラルド・ガードナーから魔術戦を仕掛けられたことがあると主張し、その詳細を報告している。長尾豊はこのエピソードを「緑色のスライム」事件と呼び、第二次世界大戦後の魔術界で最も有名な魔術戦として紹介している。なおこのエピソードを収録した巻の表紙はオースティン・オスマン・スペアの絵でありグラント側のワンサイドの見解のみ紹介されている。
しかし、2020年、黒野忍は第2次世界大戦後最大の魔術戦は氷の魔術戦としてIOT（英語版）で行われた大規模な魔術戦を紹介し、戦後最大とした。
グラントの主張によれば、ガードナーは1955年頃、グラントが魔女たちを勧誘して自分のロッジに引き入れていると確信し、オースティン・オスマン・スペアに「失われた財産をあるべき場所に戻す」ためのタリスマンの製作を依頼したという。ガードナーが特に取り戻したかったのは「水の魔女」を名乗るクランダという女性であったが、スペアがグラントと親しいことを知っていたので、失われた財産が何であるかは伝えなかった。スペアがのちに語ったところによると、そのタリスマンには鷲の爪と蝙蝠の翼をもつ両棲類的な梟のようなものが描かれていた。グラントによれば、ニュー・イシス・ロッジの儀式中にこのタリスマンの効果が発現し、クランダは恐怖にかられて身震いし始めたという。かの女の証言によると、巨大な鳥の鉤爪に引っ張り上げられ、闇のなかに放り出されたかのように感じた。このとき儀式場の窓ガラスには巨大な鳥が爪でひっかいたような跡があり、窓敷居はまるで呼吸しているかのように見えるゼラチン様物質に覆われていたという。
結局クランダはガードナーの許に戻らず、ニュージーランドに移住したのち溺死したという。スペアも1956年5月に死去した。

## 魔法名
- Aossic Aiwass, 718∵[9]（タイフォニアン・オーダー（英語版）[10]）

## 著書
日本語訳されたもののみ記載。
- The Magical Revival, Muller, London, 1972 『魔術の復活』 植松靖夫訳、国書刊行会、1983年。
- Aleister Crowley and the Hidden God, Muller, London, 1973 『アレイスター・クロウリーと甦る秘神』 植松靖夫訳、国書刊行会、1987年。